# 上海民族黨
上海民族党（英語：Shanghai National Party），又称沪民党，是一个主张上海独立的政党组织。2018年7月18日在美国纽约成立。
创办者是據稱出生於上海、現居美国的何岸泉。生于新疆维吾尔自治区、曾住北京市朝阳区的王立铭也加入了上海民族党。該團體主張“上海独立、反对大一統、沪人治沪、全面西化”。上海民族黨的標志靈感來自於上海公共租界工部局的旗幟。

## 創始人
上海民族党創始人何岸泉向華爾街日報称他本名張敏，出生於上海，原本是一位外科医生。而他祖母在戰爭中死亡，祖父死於文革期間。1989年時他被六四清場所震驚。他最终移民到了美國纽约，並在那里成为一名有执照的针灸师。2010年他成为美國公民。

## 活动
2018年8月10日，《北美世界日报》出现主张上海独立的上海民族党广告。8月29日，上海民族党发布「紧急声明」，声称党员胡诚宜由美国回到上海之后，被中国当局关押并且施以电刑。當年上海民族党公司以一家非营利性公司的名義在紐約州註冊。此後創始人何岸泉与持不同政见的西藏人、维吾尔人、台湾和香港活动人士以及法轮功成员一起，經常在皇后區唐人街發起反对北京當局的示威活动。维吾尔裔美国人协会副主席伊利夏提向上海民族黨捐助了100美元以示支持。
2019年8月，上海民族党与美国维吾尔人协会在美国国会山联合举办反共独立运动政党大会。
2020年6月18日，上海民族黨在紐約時報廣場舉辦「加速中國崩潰獎」頒獎活動，透過行為藝術嘲諷中國共產黨中央委員會總書記習近平將中國帶至內憂外患境地。上海民族黨發起人何岸泉称“專制獨裁不會使中國強大，只可能使中國加速崩潰”。
2020年7月，前中華民國總統李登輝去世後，上海民族黨負責人何岸泉前往駐紐約臺北經濟文化辦事處弔唁，之後以簡體中文發佈有關影片時卻將「駐紐約台北經濟文化辦事處」牌匾篡改為「駐紐約中華民國領事館」。8月16日，中華民國外交部向台灣《蘋果新聞網》表示，影片中的「駐紐約中華民國領事館」牌匾為假冒，中華民國外交部北美司將發出新聞稿正式澄清。

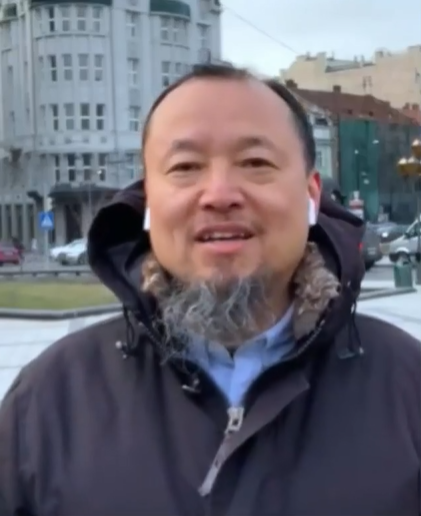
网名为何岸泉的人士為该组织的发起人

11月，何岸泉参与为主张香港独立而被香港国安法通缉流亡的人士陈家驹众筹资金，而沪民党此前一直与香港独派人士进行合作，他们曾资助过已因国安法被捕的学生动源前召集人钟翰林及其组织。
2022年俄羅斯入侵烏克蘭後，上海民族党负责人何岸泉隻身前往乌克兰。
2022年上海封城期間，何岸泉宣称封城措施是当局對上海的屠殺，同时上海民族党成员也于4月4日起，在中国驻纽约总领事馆外展开为期三天的绝食抗议活动。同年6月，非营利组织沪裔美国人协会在美国纽约州注册成立。据何岸泉表示，该团体的宗旨是“保护上海文化，捍卫上海人权”。他還表示截至2022年，该党已收到约100名党员的捐款。